# Paavo Jaale
Paavo "Pekka" Johansson (mais tarde Jaale, Helsínquia, 21 de outubro de 1895 – Helsínquia, 5 de dezembro de 1983) foi um atleta finlandês de lançamento de dardo que participou dos Jogos Olímpicos de Verão de 1920 onde ganhou uma medalha de bronze.